# Kansexperiment
In de kansrekening verstaat men onder een kansexperiment of toevalsexperiment een experiment dat, hoewel uitgevoerd onder dezelfde goed gedefinieerde experimentele omstandigheden, niet noodzakelijk dezelfde uitkomst geeft. Een voorbeeld is het opgooien van een munt, dat niet te voorspellen leidt tot een van de twee uitkomsten kruis of munt. Een kansexperiment moet van een aselect experiment worden onderscheiden. Als randgeval van een kansexperiment wordt wel een deterministisch experiment opgevat dat maar één mogelijke uitkomst heeft.
Hoewel de uitkomst van iedere uitvoering van het experiment toevallig is, dus op kans berust, blijkt het mogelijk in veel gevallen, mits het experiment voldoende vaak kan worden herhaald, wetmatigheden te ontdekken die wiskundig kunnen worden bepaald en leiden tot de kansrekening.
Een experiment is een kansexperiment als het de volgende kenmerken heeft:
- Er is een duidelijk omlijnd plan voor de uitvoering.[1]
- Alle mogelijke uitkomsten, de uitkomstenruimte van het experiment, zijn tevoren bekend.
- De uitkomst van geen enkel experiment kan worden voorspeld.

## Voorbeelden
- Worp met een dobbelsteen of een munt
- Kaart trekken uit een goed geschud pak
- Draaien aan een roulettewiel
- Plaats van het lek in een lekke fietsband